# 우주세기의 기동병기 목록
우주세기의 기동병기 목록(일본어: 宇宙世紀の登場機動兵器一覧)에서는 건담 시리즈의 기동병기 목록 중 우주세기의 세계관과 무대에 등장하는 병기들에 대해서 기술한다.
- 특별한 기술이 없는 것은 모빌 슈트(MS)이며, 모빌 아머(MA) 등 별도의 기술이 필요한 것은 괄호 안에 표기하기로 한다.
- 기동병기 이외의 병기 등은 건담 시리즈의 함선 및 기타 무기 목록에서 기술한다.

## 기동전사 건담
TV 애니메이션 및 극장판 애니메이션 《기동전사 건담》에 등장하는 기동병기이다.
지구연방군
- RX-75 (RX-75-4) 건탱크
- RX-77 (RX-77-2) 건캐논
- RX-78 (RX-78-2) 건담
  - 건담 MA 모드 (건담 스카이)
- RB-79 볼
- RGM-79 (RX-79) 짐

## 같이 보기
- 모빌 슈트